# سفارت بریتانیا در تهران

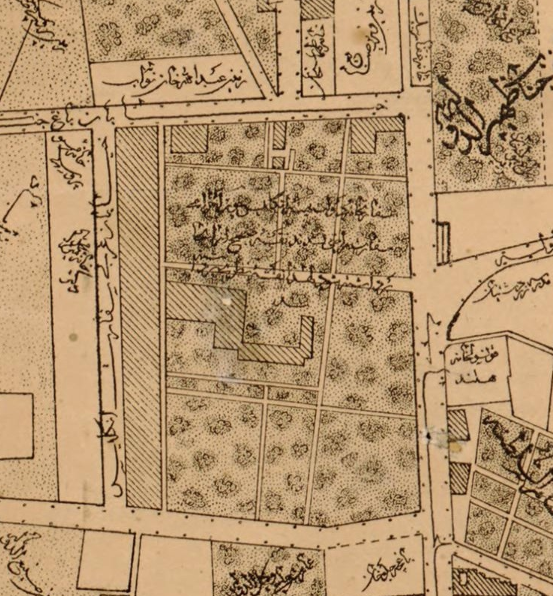
سفارت بریتانیا در نقشه ۱۲۶۸ خورشیدی

سفارت بریتانیا در تهران (به انگلیسی: British Embassy in Tehran) سفارت رسمی بریتانیا در ایران است. سفارت بریتانیا در باغی به آدرس «شماره ۱۹۸ خیابان فردوسی» هست ولی اقامتگاه دیپلماتیک و مرکز فرهنگی بریتانیا در باغ قلهک تهران واقع شده‌اند.

## تاریخچه
در راستای گسترش روابط ایران و بریتانیا، اولین هیئت ثابت نمایندگی بریتانیا در تهران، ابتدا در سال ۱۸۲۱ میلادی (۱۲۰۰ هجری خورشیدی) در باغ الچی در تهران مستقر شد. تقریباً چهل سال بعد شلوغی بیش از اندازه و شرایط نامناسب بهداشتی محل سبب شد تا دولت بریتانیا در پی یافتن محل مناسب‌تری برای این منظور برآید و برای این کار محل واقع در خیابان فردوسی در حومه وسیعی در شمال شهر قدیمی تهران را به قیمت «بیست هزار تومان» خریداری کرد. نظارت بر احداث بناهای جدید سفارتخانه به معماری بریتانیایی به نام جیمز وایلد سپرده شد. بزرگ‌ترین جشن دیپلماتیک سالانه در این سفارتخانه، جشن مربوط به تولد الیزابت دوم، ملکه بریتانیا و قلمرو کشورهای همسود، بود که هرساله در ماه ژوئن برگزار می‌شد.

## ساختمان
عمارت اصلی سفارتخانه یک طبقه کوتاه است که در سه جهت آن باغچه و یک سوی آن برجی با طرح انگلیسی است که ساعت بزرگی وقت روز را با نواختن زنگ اعلام می‌دهد. در یک طرف دفترخانه است و در قسمت مرکزی پذیرایی و اقامتگاه وزیر مختار و سمت دیگر هم اطاقهای اضافی است. ساختمان بوسیلهٔ رواق به باغ دلپذیری باز می‌شود. نقشهٔ این عمارت را سرگرد پیرسن که وابستهٔ اداره تلگراف هند و اروپا بود کشیده است.

## بست‌نشینی مشروطه‌خواهان در سفارت بریتانیا

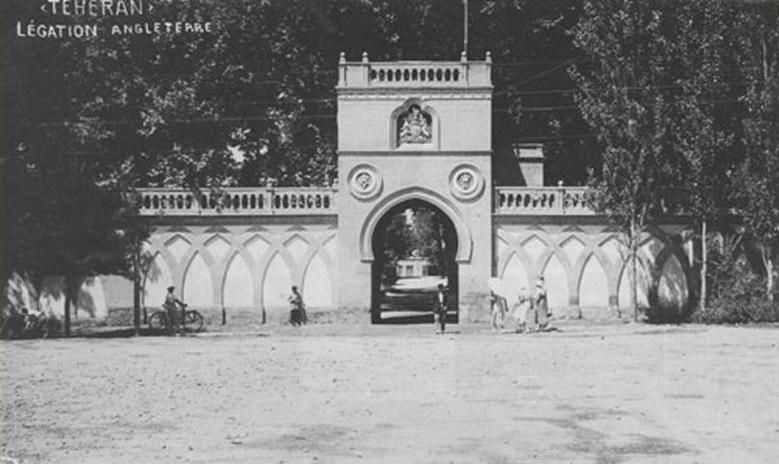
سفارت بریتانیا در تهران در دوره قاجار

یکی از معروف‌ترین وقایع تاریخی مربوط به سفارت، بست‌نشینی و تحصن در سفارت در ماه‌های ژوئیه و اوت سال ۱۹۰۶ میلادی (تابستان ۱۲۸۵ هجری خورشیدی) و در طی مبارزات منتهی به انقلاب مشروطه بود. در این زمان بین ۱۲ تا ۱۶ هزار نفر از ساکنین تهران و علمای شیعه در محل سفارت بریتانیا «بست‌نشسته» و بدین ترتیب جریان زندگی در شهر را مختل نموده و مظفرالدین شاه را به صدور فرمان مشروطه و ایجاد مجلس شورای ملی در روز ۵ اوت ۱۹۰۶ (۱۴ مرداد ۱۲۸۵) وادار ساختند.
این نقش سفارت بریتانیا در اجازه به بست‌نشینی آزادی خواهان مشروطه‌خواه ایفا کرد، نام پادشاهی متحده را در میان مردم ایران تا پیش از قرارداد ۱۹۰۷ باقی گذاشت و مراوده و مکاتبه رهبران مشروطه را با سفیر و سفارت، افزایش داد؛ با وجود آنکه به نوشته دنیس رایت، سفیر پیشین بریتانیا در تهران، این واقعه «سرمایه بزرگ و جاودانه‌ای برای دولت فخیمه فراهم آورد».

## ملی شدن صنعت نفت
محمد مصدق در اکتبر سال ۱۹۵۲ میلادی دستور تعطیلی سفارت بریتانیا در تهران را به اتهام انجام توطئه علیه دولتش صادر کرد.

## پس از انقلاب ۱۳۵۷ ایران
پس از انقلاب ۱۳۵۷ در ایران، سفارت بریتانیا تحت محافظت کشور سوئد قرار گرفت. در سال ۱۹۸۷ میلادی و در خلال جنگ ایران و عراق، تمامی کارکنان سفارت در پی تیرگی روابط ایران و بریتانیا به لندن فراخوانده شدند. در نوامبر ۱۹۸۸ میلادی، جفری هاو، وزیر خارجه بریتانیا با علی‌اکبر ولایتی وزیر امور خارجه وقت جمهوری اسلامی ایران در مورد برقراری دوباره روابط دیپلماتیک به توافق رسید.
در ۱۴ فوریه ۱۹۸۹ میلادی، سید روح‌الله خمینی فتوایی برای قتل سلمان رشدی، نویسنده بریتانیایی و همچنین ناشر آثارش صادر کرد. وزرای خارجه اتحادیه اروپا در اعتراض به این فتوا، تصمیم گرفتند تا رؤسای هیئت‌های نمایندگی دیپلماتیک خود را در پاسخ به فتوای قتل یک نویسنده، از جمهوری اسلامی ایران فراخوانند. دولت بریتانیا بار دیگر، تمامی کارکنان بریتانیایی را از جمهوری اسلامی ایران خارج نمود و سفارت به حالت نیمه تعطیل درآمد.
شهرداری تهران همچنین نام «خیابان وینستون چرچیل» در جنب سفارت بریتانیا در تهران را به نام «خیابان بابی ساندز»، تغییر نام داد. بابی ساندز، ملی‌گرای ایرلندی ضد بریتانیایی و عضو ارتش جمهوری‌خواه ایرلند بود.
در سال ۱۹۹۰ میلادی و در پی تهاجم عراق به کویت، دولت بریتانیا تصمیم به برقراری مجدد روابط با جمهوری اسلامی ایران را لازم دانست. با برقراری دوباره روابط، تنش خاصی تا سال ۱۹۹۲ میلادی ایجاد نشد تا آنکه بنابر حکم دادگاه میکونوس در آلمان، در خصوص دخالت مامورین امنیتی و اطلاعاتی جمهوری اسلامی ایران در قتل چهار فرد کرد مخالف نظام جمهوری اسلامی در آلمان، کشورهای عضو اتحادیه اروپا از جمله دولت بریتانیا، سفرای خود را از ایران فراخواندند.
در پی انتخاب سید محمد خاتمی به ریاست جمهوری در جمهوری اسلامی ایران و آغاز دورانی جدید در روابط خارجی جمهوری اسلامی ایران، کشورهای عضو اتحادیه اروپا، سفرای خود را به ایران بازگرداندند. در سال ۱۹۹۹ میلادی و در جریان دیدار رابین کوک و کمال خرازی، وزرای خارجه وقت بریتانیا و جمهوری اسلامی ایران در حاشیه مجمع عمومی سازمان ملل، روابط سیاسی میان دو کشور، به سطح سفیر ارتقا پیدا کرد. سطح روابط از آن زمان تاکنون کاهش پیدا نکرده، اما چندین بار، بخصوص در مورد برنامه هسته‌ای ایران بحرانی شده‌است.
با روی کار آمدن محمود احمدی‌نژاد در ایران و اوج‌گیری اختلافات بر سر برنامه هسته‌ای ایران، روابط سیاسی میان دو کشور تا حد زیادی دچار تنش شد. دولت بریتانیا در موضعی رسمی، برنامه هسته‌ای ایران را تهدیدی برای خاورمیانه خوانده‌است. در واکنش جمهوری اسلامی ایران، برخورد بریتانیا را «توطئه و اقدامات شیطنت‌آمیز انگلیس علیه نظام جمهوری اسلامی ایران» می‌نامد.
در تاریخ ۲۸ ژوئن ۲۰۰۹ میلادی، نه تن از کارکنان ایرانی سفارت بریتانیا در تهران، به اتهام «دست‌داشتن در شورش‌های پس از انتخابات دهمین دوره ریاست‌جمهوری ایران»، توسط نیروهای امنیتی و اطلاعاتی جمهوری اسلامی ایران بازداشت شدند. در واکنش وزارت خارجه بریتانیا، اتهام «دست‌داشتن در ناآرامی‌های ایران» را رد کرد. در تاریخ ۱۹ ژوئیه ۲۰۰۹ میلادی، آخرین کارمند ایرانی سفارت بریتانیا با قید وثیقه از زندان اوین تهران، آزاد شد.

پس از مدت‌ها تهدید از جانب جمهوری اسلامی ایران به کاهش روابط دیپلماتیک با دولت بریتانیا و در واکنش به اعمال تحریمهای مالی (تحریم بانک مرکزی توسط دولت بریتانیا) مجلس شورای اسلامی در ۲ آذر ۱۳۹۰ با رأی موافق ۱۷۹ نماینده طرح دو فوریتی کاهش روابط با بریتانیا را به تصویب رساند. شورای نگهبان، این مصوبه را تأیید کرد و آن را با شرع و قانون اساسی جمهوری اسلامی ایران مغایر ندانست. دولت ایران موظف است که ظرف ۲ هفته روابط دیپلماتیک خود را با این دولت از سطح سفیر، به کاردار تنزل دهد. با تأیید نهایی این طرح، دامنییک جان چیلکات، سفیر وقت بریتانیا، باید ایران را ترک می‌کرد. در همین راستا دولت بریتانیا اعلام کرد: 
 به این اقدام ایران واکنش قاطعانه‌ای نشان خواهیم داد.

### تظاهرات و حملات «دانشجویان بسیجی»
مطابق کنوانسیون ۱۹۶۱ وین، دولت‌های میزبان، مسئول حفاظت و تأمین امنیت سفارتخانه‌های خارجی در کشور خود هستند.
- در تاریخ ۱ آوریل ۲۰۰۷ میلادی، برابر با ۱۲ فروردین ۱۳۸۶، دانشجویان بسیجی شورشی تظاهرات خشونت‌آمیزی را در مقابل سفارت بریتانیا در تهران برگزار کردند و به پرتاب سنگ، بمب‌های آتش‌زا و نارنجک‌های دستی به داخل سفارت بریتانیا پرداختند. نیروی انتظامی جمهوری اسلامی ایران با ایجاد موانع، مانع از نزدیکی حمله‌کنندگان به سفارت شده بود.[۲۲]
- در تاریخ ۱۴ ژوئن ۲۰۰۷ میلادی، گروهی از تظاهرکنندگان بسیجی با تجمع مقابل سفارت بریتانیا در تهران و پرتاب کیسه‌های رنگ و تخم‌مرغ به سوی مهمانان ایرانی و خارجی، سعی کردند تا مانع از برگزاری مهمانی سالانه به مناسبت تولد الیزابت دوم، ملکه بریتانیا و قلمرو کشور های همسود شوند.[۲۳][۲۴]
- در تاریخ ۳۰ دسامبر ۲۰۰۸ میلادی برابر با ۱۰ دی ۱۳۸۷ هجری خورشیدی، دانشجویان بسیجی تظاهرات خشونت‌آمیزی را در مقابل باغ تابستانی سفارت بریتانیا در تهران در اعتراض به نبرد اسرائیل و حماس در نوار غزه برگزار کردند. دانشجویان بسیجی توانستند تا وارد باغ تابستانی سفارت بریتانیا در قلهک شده و پرچم فلسطین را آنجا نصب کنند. پلیس تهران که مأموریت حفاظت از سفارت را برعهده دارد، برای جلوگیری از ورود تظاهرکنندگان به داخل باغ سفارت بریتانیا اقدام به تیراندازی هوایی کردند.[۲۵][۲۶]
- در تاریخ ۱۲ دسامبر ۲۰۱۰ میلادی، برابر با ۲۱ آذر ۱۳۸۹ هجری خورشیدی، تظاهراتی از سوی «بسیج دانشجویی» در مقابل سفارت بریتانیا در تهران انجام گرفت.[۲۷] انگیزهٔ دانشجویان تظاهرکننده، «اعتراض به ترور دو استاد فیزیک هسته‌ای ایران و قطع کامل روابط با انگلستان به خاطر سال‌ها توطئه علیه ایران از جمله حمایت از پادشاهان مستبد، دخالت در کودتای ۲۸ مرداد، کمک به صدام در حمله به ایران و سال‌ها تحریم ظالمانه علیه منافع ملی ایران و ده‌ها مورد دیگر» بیان شده‌بود. تجمع‌کنندگان هم‌چنین خواستار اخراج سایمون گس، سفیر بریتانیا از ایران شدند.[۲۸]
- در تاریخ ۸ آذر ۱۳۹۰ دانشجویان بسیجی وارد سفارت بریتانیا شدند و پرچم کشور بریتانیا را پایین آورده و آتش زدند و نشان سلطنتی دولت بریتانیا را از داخل سفارت این کشور در تهران به بیرون ساختمان سفارت آوردند که این حمله از سوی شورای امنیت سازمان ملل متحد محکوم شد.[۲۹][۳۰]
هم‌زمان با حمله به سفارت بریتانیا، معترضان دیگری وارد اقامتگاه دیپلماتیک و مرکز فرهنگی بریتانیا در باغ قلهک شدند و آن را مورد حمله قرار دادند.[۳۱] این اقدام‌های معترضان، تنها ۲ روز پس از تأیید نهایی مصوبه مجلس در کاهش روابط ایران و بریتانیا صورت گرفت.[۳۲] علی‌اکبر صالحی، وزیر امور خارجه جمهوری اسلامی ایران در واکنش به این حمله گفت: «واقعه سفارت انگلیس تکرار نخواهد شد و مورد تأیید نیست».[۳۳] فرانسه، ایتالیا، هلند و آلمان نیز در واکنش به این حمله، سفرای خود را از ایران فراخواندند.[۳۴][۳۵][۳۶]
- در تاریخ ۲۳ اردیبهشت ۱۳۹۹ به گفته احمد مازنی، نماینده مردم تهران، ری، شمیرانات، اسلامشهر و پردیس درمجلس شورای اسلامی، برای جبران خسارت‌های ناشی از این حمله «۲۷میلیارد تومان هزینه خودسری عوامل خودسر از جیب ملت پرداخت شده». او گفته این مبلغ که معادل ۱ میلیون و ۳۰۰ هزار پوند بوده، برای ترمیم چند اثر هنری که در جریان حمله به سفارت بریتانیا تخریب شده بودند، پرداخت شده‌است.[۳۷][۳۸] محمدجواد ظریف، وزیر امور خارجه جمهوری اسلامی ایران، این اظهارات را رد کرد.[۳۹][۴۰]

### مناقشه باغ قلهک
با بحرانی شدن برنامه هسته‌ای ایران و همچنین اتهام دخالت جمهوری اسلامی ایران در عراق، روابط جمهوری اسامی ایران و بریتانیا وارد دوران تازه‌ای از تیرگی شد. برای اولین بار در سال ۱۳۸۵، ۱۶۲ نماینده مجلس شورای اسلامی، مالکیت دولت بریتانیا بر باغ قلهک در شمال شهر تهران را «غصبی و فاقد اعتبار» خواندند و خواستار استرداد آن به نفع دولت جمهوری اسلامی ایران شدند. سفارت بریتانیا از قرن نوزدهم میلادی، تملک باغ بیست هکتاری قلهک را در اختیار داشته‌است. ناصرالدین شاه قاجار، شاه وقت ایران، این باغ را که اکنون اقامتگاه کارکنان سفارت بریتانیا در تهران و بخشی از آن نیز به دفتر شورای فرهنگی بریتانیا (British Council) اختصاص داده شده‌است را به «دولت بریتانیا» واگذار کرده بود. در داخل باغ تاریخی قلهک، آرامگاه سربازان و کشته‌شدگان بریتانیایی در جنگ دوم جهانی قرار دارد.

### بازگشایی سفارت

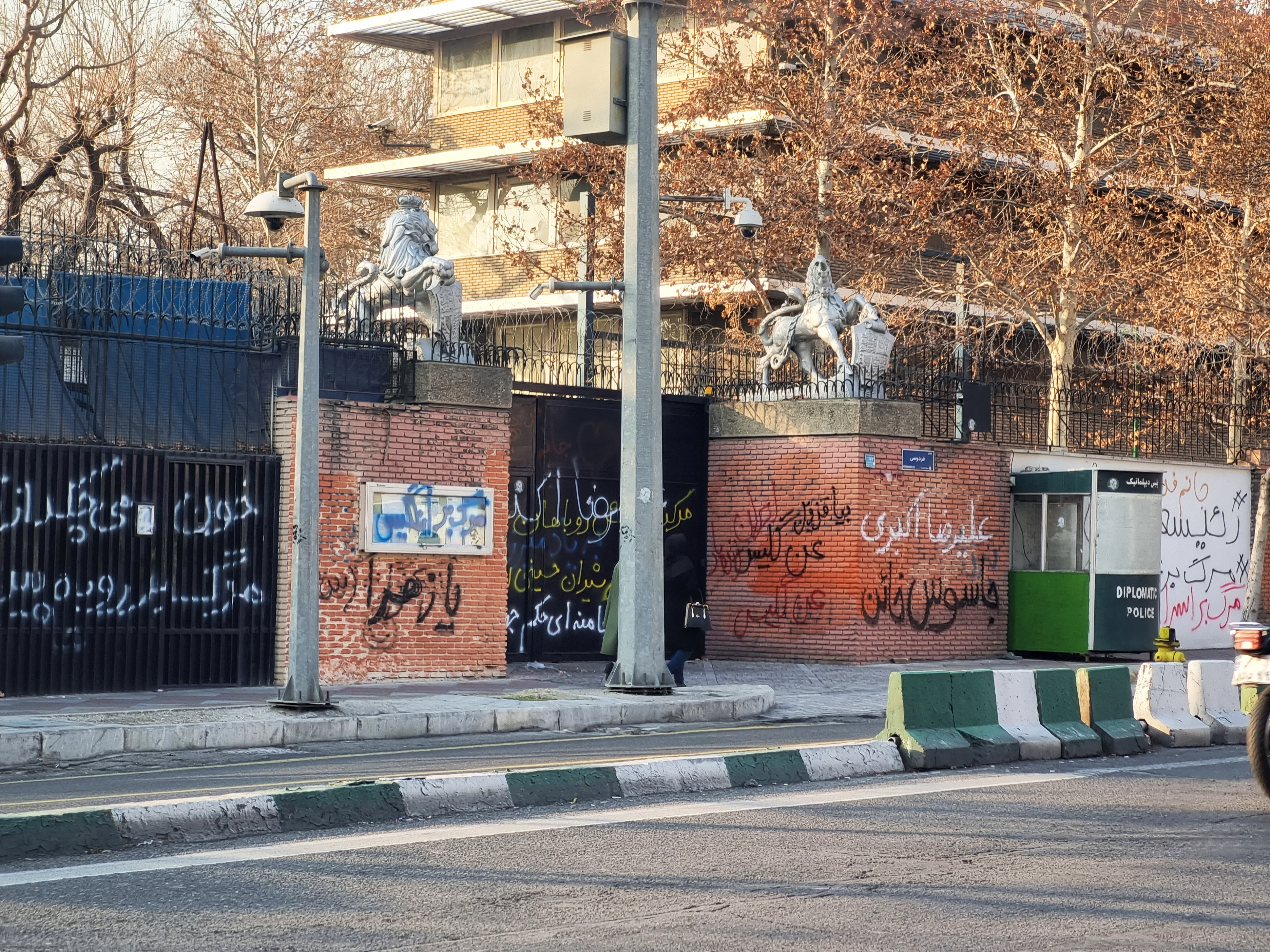
شعارنویسی حامیان و هواداران نظام جمهوری اسلامی روی دیوار سفارت بریتانیا - دی ماه ۱۴۰۱

پس از انعقاد توافق هسته‌ای برجام، در ۱ شهریور ۱۳۹۴، سفارت بریتانیا در تهران با حضور فیلیپ هموند، وزیر خارجه وقت بریتانیا، بازگشایی شد. هم‌زمان با آن، سفارت ایران در لندن نیز با حضور افراد مختلفی از جمله اعضای هیئت دوستی ایران و بریتانیا، بازگشایی شد.

## فهرست فرستادگان بریتانیا در ایران
| سفیر                 | شروع فعالیت | پایان فعالیت | توضیحات                                                                         |
| -------------------- | ----------- | ------------ | ------------------------------------------------------------------------------- |
| هارفورد جونز بریجز   | ۱۸۰۷        | ۱۸۱۰         | فرستاده ویژه                                                                    |
| گور اوزلی            | ۱۸۱۰        | ۱۸۱۴         | سفیر                                                                            |
| جیمز موریه           | ۱۸۱۴        | -            | وزیر مختار                                                                      |
| هنری الیس            | ۱۸۱۴        | ۱۸۱۵         | وزیر مختار موقت (در غیاب جیمز موریه)                                            |
| سرهنگ مک‌دانلد        | ۱۸۲۶        | -            | فرستاده ویژه کمپانی هند شرقی بریتانیا                                           |
| جان مکدونالد کینر    | ۱۸۲۴        | ۱۸۳۰         | -                                                                               |
| ؟                    | ۱۸۳۰        | ۱۸۳۵         | -                                                                               |
| هنری الیس            | ۱۸۳۵        | ۱۸۳۶         | سفیر                                                                            |
| جان مک‌نیل            | ۱۸۳۶        | ۱۸۳۸         | -                                                                               |
| -                    | ۱۸۳۸        | ۱۸۴۱         | به خاطر محاصره هرات نماینده‌ای از بریتانیا در ایران نبود                         |
| جان مک‌نیل            | ۱۸۴۱        | ۱۸۴۴         | -                                                                               |
| جاستین شیل           | ۱۸۴۴        | ۱۸۵۴         | -                                                                               |
| چارلز موری           | ۱۸۵۴        | ۱۸۵۵         | نویسنده و دیپلمات                                                               |
| -                    | ۱۸۵۵        | ۱۸۵۷         | به خاطر جنگ ایران و بریتانیا نماینده‌ای از بریتانیا در ایران نبود                |
| چارلز موری           | ۱۸۵۷        | ۱۸۵۹         | نویسنده و دیپلمات                                                               |
| هنری راولینسون       | ۱۸۵۹        | ۱۸۶۰         | -                                                                               |
| چارلز الیسون         | ۱۸۶۰        | ؟            | -                                                                               |
| ویلیام تیلور تامسون  | ۱۸۷۲        | ۱۸۷۹         | -                                                                               |
| رانلد فرگوسن تامسون  | ۱۸۷۹        | ۱۸۸۸         |                                                                                 |
| هنری دراموند ولف     | ۱۸۸۸        | ۱۸۹۱         | -                                                                               |
| فرانک لاسلز          | ۱۸۹۱        | ۱۸۹۴         |                                                                                 |
| مورتیمر دوراند       | ۱۸۹۴        | ۱۹۰۰         | -                                                                               |
| آرتور هاردینگ        | ۱۹۰۰        | ۱۹۰۵         |                                                                                 |
| سسیل اسپرینگ-رایس    | ۱۹۰۶        | ۱۹۰۸         | -                                                                               |
| جورج بارکلی          | ۱۹۰۸        | ۱۹۱۲         | سفیر                                                                            |
| والتر تاونلی         | ۱۹۱۲        | ۱۹۱۶         | -                                                                               |
| چارلز مارلینگ        | ۱۹۱۶        | ۱۹۱۸         | -                                                                               |
| پرسی کاکس            | ۱۹۱۸        | ۱۹۲۰         | موقت                                                                            |
| هرمان نورمان         | ۱۹۲۰        | ۱۹۲۱         | -                                                                               |
| پرسی لورن            | ۱۹۲۱        | ۱۹۲۶         |                                                                                 |
| رابرت کلایو          | ۱۹۲۶        | ۱۹۳۱         | -                                                                               |
| رجینالد هور          | ۱۹۳۱        | ۱۹۳۵         |                                                                                 |
| هیو نچبول-هاگسن      | ۱۹۳۵        | ۱۹۳۹         | -                                                                               |
| هوراس سیمور          | ۱۹۳۹        | ۱۹۴۲         |                                                                                 |
| ریدر بولارد          | ۱۹۴۲        | ۱۹۴۳         | -                                                                               |
| ریدر بولارد          | ۱۹۴۳        | ۱۹۴۶         |                                                                                 |
| جان لو روگتل         | ۱۹۴۶        | ۱۹۵۰         | -                                                                               |
| فرانسیس شپرد         | ۱۹۵۰        | ۱۹۵۲         |                                                                                 |
| -                    | ۱۹۵۲        | ۱۹۵۳         | به خاطر نهضت ملی شدن نفت، بریتانیا نماینده‌ای در ایران نداشت                     |
| فرانسیس شپرد         | ۱۹۵۳        | ۱۹۵۴         | -                                                                               |
| راجر استیونس         | ۱۹۵۴        | ۱۹۵۸         |                                                                                 |
| جفری هریسون          | ۱۹۵۸        | ۱۹۶۳         | -                                                                               |
| دنیس رایت            | ۱۹۶۳        | ۱۹۷۱         |                                                                                 |
| پیتر رامزباتم        | ۱۹۷۱        | ۱۹۷۴         | -                                                                               |
| آنتونی پارسونز       | ۱۹۷۴        | ۱۹۷۹         |                                                                                 |
| جان گراهام           | ۱۹۷۹        | ۱۹۸۰         | -                                                                               |
| -                    | ۱۹۸۰        | -            | مدتی سفارت بسته بود و سفارت سوئد در تهران حافظ منافع بریتانیا در ایران بود      |
| جرمی بارت            | ۱۹۸۰        | ۱۹۸۱         |                                                                                 |
| نیکلاس جان بارینگتون | ۱۹۸۱        | ۱۹۸۳         | -                                                                               |
| -                    | -           | -            | در سال ۱۹۸۶، ایران نماینده بریتانیا در سفارت سوئد را نپذیرفت                    |
| -                    | -           | -            | پل اندرو رمزی مسئول ارشد ویزا در دفتر حفاظت منابع بریتانیا در ایران در سال ۱۹۸۸ |
| -                    | ۱۹۸۹        | ۱۹۹۰         | در اعتراض به فتوای قتل سلمان رشدی، بریتانیا سفیر نداشت                          |
| دیوید ردوی           | ۱۹۹۰        | ۱۹۹۳         | کاردار                                                                          |
| جفری راسل جیمز       | ۱۹۹۳        | ۱۹۹۷         | کاردار                                                                          |
| نیکلاس واکر براون    | ۱۹۹۷        | ۲۰۰۲         | -                                                                               |
| ریچارد دالتون        | ۲۰۰۳        | ۲۰۰۶         |                                                                                 |
| جفری آدامز           | ۲۰۰۶        | ۲۰۰۹         | -                                                                               |
| سایمون گس            | ۲۰۰۹        | ۲۰۱۱         |                                                                                 |
| دامِنیک جان چیلکات    | ۲۰۱۱        | ۲۰۱۲         | -                                                                               |
| نیکولاس هاپتون       | ۲۰۱۶        | ۲۰۱۸         | روابط ایران و بریتانیا به سطح سفیر ارتقا پیدا کرد                               |
| رابرت مکر            | ۲۰۱۸        | ۲۰۲۱         | -                                                                               |
| سایمون شرکلیف        | ۲۰۲۱        | تاکنون       |                                                                                 |